# حدأة شاحب
حدأة شاحب (الاسم العلمي: Ictinia plumbea) هو نوع من فصيلة بازية.